# Черногория на «Евровидении-2015»
Черногория приняла участие в конкурсе песни Евровидение 2015, на котором страну представил Knez. Конкурсная песня «Adio» («До свиданья») была написана на черногорском языке. На конкурсе Черногория выступила под четвёртым номером во втором полуфинале 21 мая 2015 года в Вене, где заняла 9 место с 57 баллами. В финале Черногория выступила под 16-м номером и заняла 13 место с 44 баллами.